# پروانه هنر آزاد
پروانهٔ هنر آزاد (به انگلیسی Free Art License، به صورت خلاصه: FAL، به فرانسوی Licence Art Libre) یک پروانهٔ کپی‌لفت است که حق کپی، توزیع و تبدیل آثار خلاقانه را به صورت آزاد و بدون اجازهٔ صریح پدیدآورنده به افراد می‌دهد.

## تاریخچه
این پروانه در ژوئیه سال ۲۰۰۰ با همکاری افراد لیست پستی <copyleft_attitudeApril.org>، به ویژه دو وکیل با نام‌های ملانی کلمنت فونتین و دیوید ژرود و هنرمندانی با نام‌های ایزابل وجدانی و آنتوان مورو نوشته شد. در پی جلساتی که توسط آنتوان مورو با موضوع نگرش کپی‌لفت، با هنرمندان جمع‌شده در مجله Allotopie: فرانسیس دک، آنتونیو گالگو، روبرتو مارتینز و اما گال برگزار شد. این جلسات در ژانویه و مارس سال ۲۰۰۰ در «"Accès Local» و «عمومی» در دو مکان از مکان‌های هنر معاصر در پاریس برگزار شد.
در سال ۲۰۰۳، مورو یک جلسه در فضای EOF با حضور صدها نفر از پدیدآورندگان با هدف مورد توجه قرار گرفتن اصول کپی‌لفت با شرط «پذیرش آزاد در صورت آزاد کار کردن» فراهم کرد. در سال ۲۰۰۵ او یادداشتی با عنوان «Le copyleft appliqué à la création artistique» با ویرایش لیلیان تریر نوشت.  Le collectif Copyleft Attitude et la Licence Art Libre (به کار گرفتن کپی‌لفت در آفرینش آثار هنری. نگرش جمعی کپی‌لفت و پروانهٔ‌هنر آزاد).
در سال ۲۰۰۷، نسخهٔ ۱٫۳ پروانهٔ هنر آزاد برای قطعیت قانونی بیشتر و سازگاری با سایر پروانه‌های کپی‌لفت اصلاح شد.